# Segundo Frente Unido

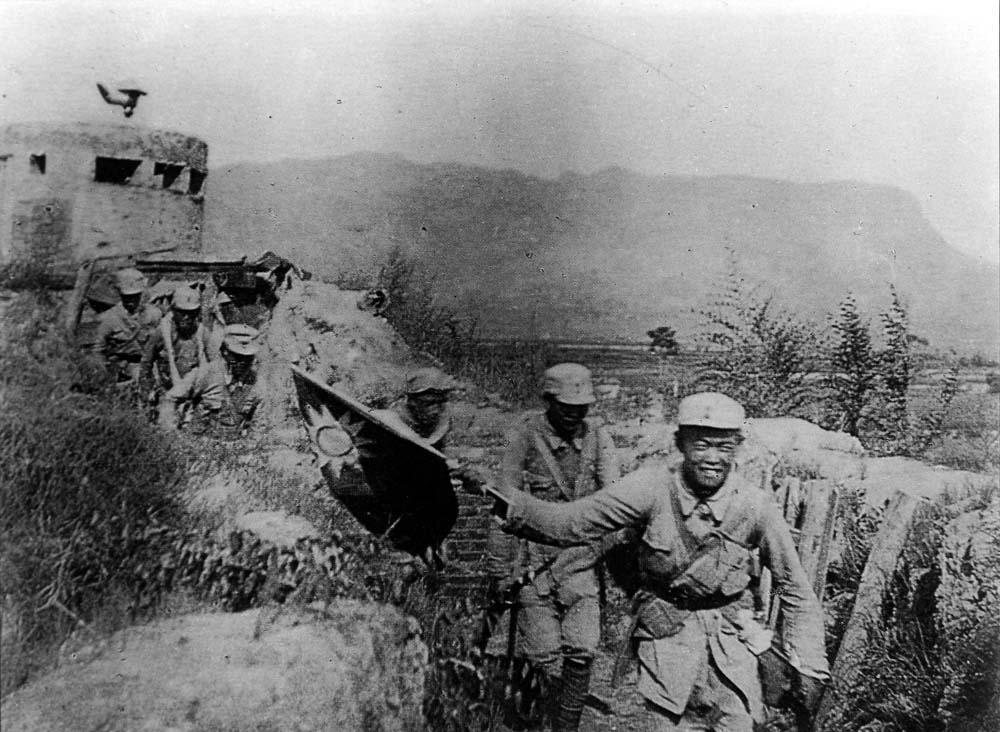
Un soldado comunista que agita la bandera nacionalista de la República de China después de una victoriosa batalla contra los japoneses durante la segunda guerra sino-japonesa.

El Segundo Frente Unido fue la alianza entre el Partido Nacionalista Chino (Kuomintang o KMT) y el Partido Comunista de China (PCCh) para resistir la invasión japonesa durante la segunda guerra sino-japonesa, que suspendió la guerra civil china de 1937 a 1941.

## Antecedentes
En 1927, los comunistas chinos se rebelaron contra el Kuomintang luego de la traición por el comandante del Ejército Nacional Revolucionario Chiang Kai-shek, que marcó el final de la alianza de cuatro años del KMT con la Unión Soviética y su cooperación con el PCCh durante la Expedición del Norte para derrotar a los caudillos y unificar a China.
En 1931, los japoneses lanzaron su invasión y posterior ocupación de Manchuria. Chiang Kai-shek, quien dirigió el gobierno central de China, decidió que China debe evitar una guerra total con Japón debido a la agitación interna y la preparación inadecuada. Por lo tanto, "siguió una estrategia de apaciguar a Japón mientras luchaba por una verdadera unidad nacional y con el tiempo suficiente fuerza para enfrentar al ejército imperial. Esta política de apaciguamiento duró otros seis años". A pesar de que sus campañas contra los comunistas resultaron en su retirada y una reducción del 90% en su fuerza de combate, no pudo eliminar por completo sus fuerzas, y su política de "pacificación interna antes que resistencia externa" ((en chino): 攘外必先安内) era muy impopular con la población china, lo que causó un resentimiento generalizado contra el liderazgo del KMT y sus aliados de los señores de la guerra regionales.

## Incidente de Xi'an
Artículo principal: Incidente de Xi'an
En 1936, Chiang Kai-shek asignó al "joven mariscal" Zhang Xueliang el deber de suprimir al Ejército Rojo del PCCh. Las batallas con el Ejército Rojo resultaron en grandes bajas para las fuerzas de Zhang, pero Chiang Kai-shek no brindó ningún apoyo a sus tropas.
El 12 de diciembre de 1936, Zhang Xueliang, profundamente descontento, secuestró a Chiang Kai-shek en Xi'an para forzar el fin del conflicto entre el KMT y el PCCh. Para asegurar la liberación de Chiang, el KMT se vio obligado a aceptar un fin temporal de la guerra civil china y la formación de un frente unido entre el PCCh y el KMT contra Japón el 24 de diciembre de 1936.
La Liga Democrática de China, una organización paraguas para tres partidos políticos y tres grupos de presión política, también acordó participar en el frente unido formado por KMT y PCCh.

## Cooperación durante la Guerra de resistencia
Como resultado de la tregua entre KMT y PCCh, el Ejército Rojo se reorganizó en el Nuevo Cuarto Ejército y el 8.º Ejército de Ruta, que se colocaron bajo el mando del Ejército Nacional Revolucionario. El PCCh acordó aceptar el liderazgo de Chiang Kai-shek y comenzó a recibir algún apoyo financiero del gobierno central dirigido por KMT.
Después del comienzo de una guerra a gran escala entre China y Japón, las fuerzas comunistas lucharon en alianza con las fuerzas del KMT durante la batalla de Taiyuan, y el punto culminante de su cooperación llegó en 1938 durante la batalla de Wuhan.
Sin embargo, la sumisión de los comunistas a la cadena de mando del Ejército Nacional Revolucionario fue solo de nombre. Los comunistas actuaron de manera independiente y casi nunca involucraron a los japoneses en batallas convencionales, pero demostraron ser eficientes en la guerra de guerrillas. El nivel de coordinación real entre el PCCh y el KMT durante la segunda guerra sino-japonesa fue mínimo.

## Ruptura y consecuencias

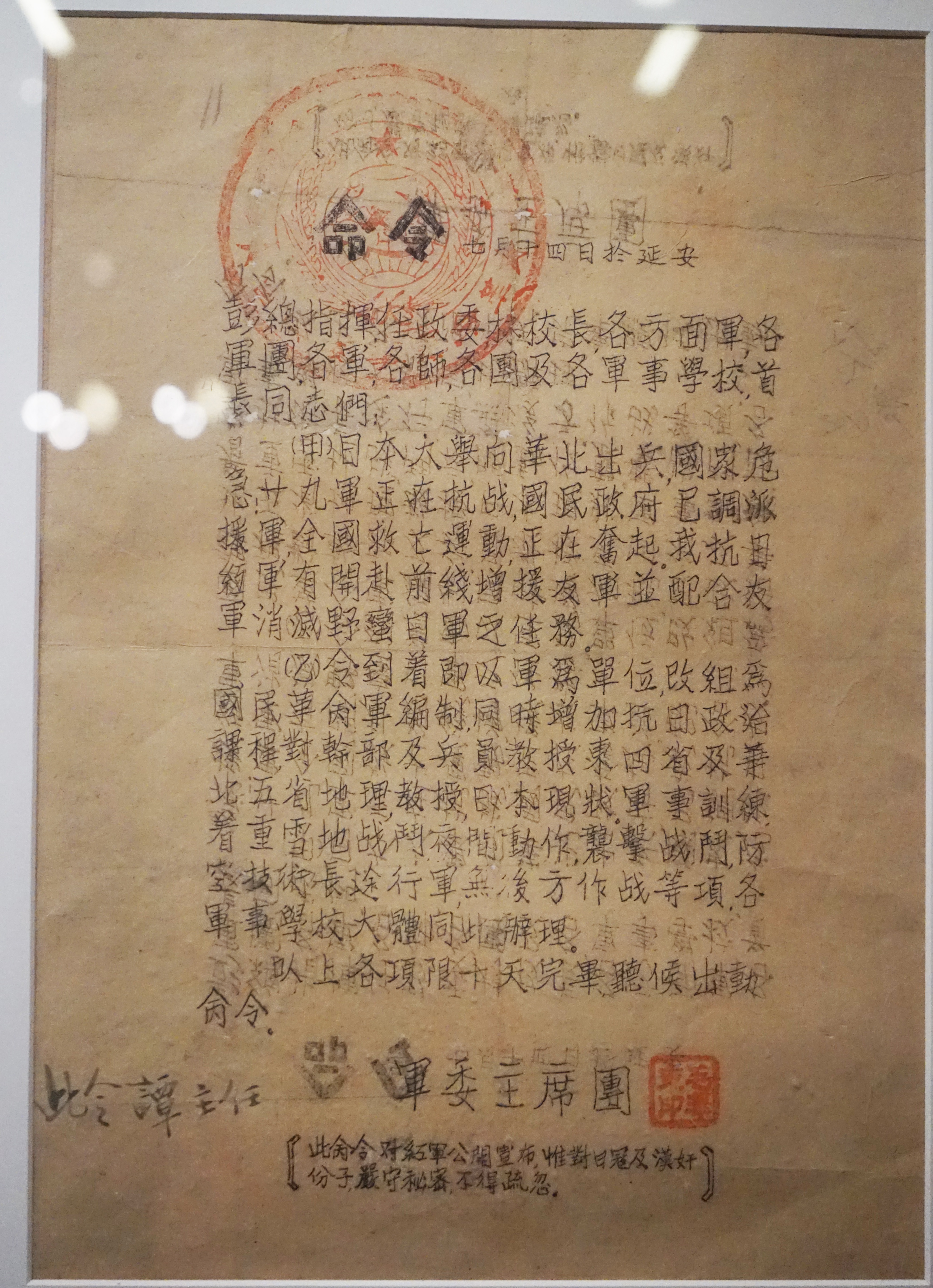
En julio de 1937, el Presidium de la Comisión Militar Central emitió una orden para que el Ejército Rojo se reorganizara en el Ejército Nacional Revolucionario y defendiera la línea de frente antijaponesa.

En medio del Segundo Frente Unido, los comunistas y el Kuomintang todavía competían por la ventaja territorial en la "China libre" (es decir, aquellas áreas no ocupadas por los japoneses o gobernadas por gobiernos títeres). La incómoda alianza comenzó a romperse a fines de 1938 como resultado de los esfuerzos de los comunistas para expandir agresivamente su fuerza militar mediante la absorción de las fuerzas guerrilleras chinas detrás de las líneas enemigas. Para la milicia china que se negó a cambiar su lealtad, el PCCh los llamaría "colaboradores" y luego atacaría para eliminar sus fuerzas. Por ejemplo, el Ejército Rojo dirigido por He Long atacó y aniquiló a una brigada de milicias chinas lideradas por Zhang Yin-wu en Hebei en junio de 1939.
En diciembre de 1940, Chiang Kai-shek exigió que el Nuevo Cuarto Ejército del PCCh evacuara las provincias de Anhui y Jiangsu. A pesar de la intensa presión, los nuevos comandantes del Cuarto Ejército cometieron insubordinación marchando en una dirección no autorizada y también perdieron la fecha límite para evacuar, además de esto fueron los ataques del Partido Comunista a las Fuerzas del Kuomintang en Hebei en agosto de 1939 y en Jiangsu en octubre de 1940, por lo que fueron emboscados y derrotados por las tropas nacionalistas en enero de 1941. Este enfrentamiento, que se conocería como el Incidente del Nuevo Cuarto Ejército, debilitó pero no puso fin a la posición del PCCh en el centro de China y efectivamente terminó cualquier cooperación sustantiva entre los nacionalistas y los comunistas y ambos bandos se concentraron en competir por la posición en la inevitable guerra civil. También terminó el Segundo Frente Unido formado antes para luchar contra los japoneses.
Después, dentro de las provincias ocupadas por los japoneses y detrás de las líneas enemigas, las fuerzas del KMT y el PCCh continuaron la guerra entre sí, y los comunistas finalmente destruyeron o absorbieron las fuerzas partisanas del KMT o los condujeron a las fuerzas títeres de los japoneses. Los comunistas bajo el liderazgo de Mao Zedong también comenzaron a concentrar la mayor parte de su energía en construir su esfera de influencia donde se presentaran las oportunidades, principalmente a través de organizaciones de masas rurales, medidas administrativas, de reforma territorial y agraria que favorecen a los campesinos pobres; mientras que el KMT asignó muchas divisiones de su ejército regular para llevar a cabo el bloqueo militar de las áreas del PCCh en un intento de neutralizar la propagación de la influencia comunista hasta el final de la segunda guerra sino-japonesa.

### Después de 1945
Después de la segunda guerra sino-japonesa, Chiang Kai Shek y Mao Zedong intentaron entablar conversaciones de paz. Este esfuerzo fracasó y, en 1946, el KMT y el Partido Comunista de China estaban en plena guerra civil. Los comunistas pudieron obtener armas japonesas incautadas y aprovecharon la oportunidad para enfrentarse al ya debilitado KMT. En octubre de 1949, Mao Zedong estableció la República Popular China, mientras que Chiang Kai-Shek se retiró a la isla de Taiwán.